# Tumua Anae
Tumuaialii Anae, detta Tumua (Honolulu, 16 ottobre 1988), è un'ex pallanuotista statunitense, di ruolo portiere. Con la nazionale, da giocatrice, ha conquistato la medaglia d'oro olimpica a Londra 2012.
È coniugata con Va'afuti Tavana, ex pallavolista di alto livello.

## Biografia

### Carriera da giocatrice
Iniziò a giocare a pallanuoto nella squadra liceale del Corona del Mar High School e nel 2007 proseguì il suo percorso di studi all'Università della California del Sud, diventando una giocatrice delle Trojans con le quali rimase fino al 2010 e con cui vinse il campionato NCAA nel suo ultimo anno di college; nel 2009 subì un infortunio alla spalla che compromise l'inizio della stagione, ma grazie ad un intervento chirurgico riuscì in pochi mesi a riprendersi completamente e tornare all'attività agonistica.
Nel 2010 fece il suo esordio con la nazionale statunitense, l'anno seguente vinse la World League a Tianjin ed i Giochi panamericani a Guadalajara e giunse sesta ai campionati mondiali di Shanghai; nel 2012 conquistò nuovamente la World League a Changshu e la medaglia d'oro ai Giochi olimpici di Londra 2012; l'anno seguente concluse al terzo posto la World League di Pechino e fu quinta ai mondiali di Barcellona; al termine di quella stessa stagione, a soli venticinque anni di età, decise di ritirarsi dalle competizioni. È comunque rimasta nel mondo dello sport con ruoli manageriali, lavorando dal 2016 per la franchigia NBA degli Utah Jazz.

## Palmarès

### Club
- Campionato NCAA: 1

Trojans: 2010

### Nazionale
- Olimpiadi

1 oro: Londra 2012
- World League

2 ori: Tianjin 2011 e Changshu 2012
1 bronzo: Pechino 2013
- Giochi panamericani

1 oro: Guadalajara 2011